# 2663 Miltiades
2663 Miltiades este un asteroid din centura principală, descoperit pe 24 septembrie 1960 de PLS.